# Leuchttürme in Kalifornien

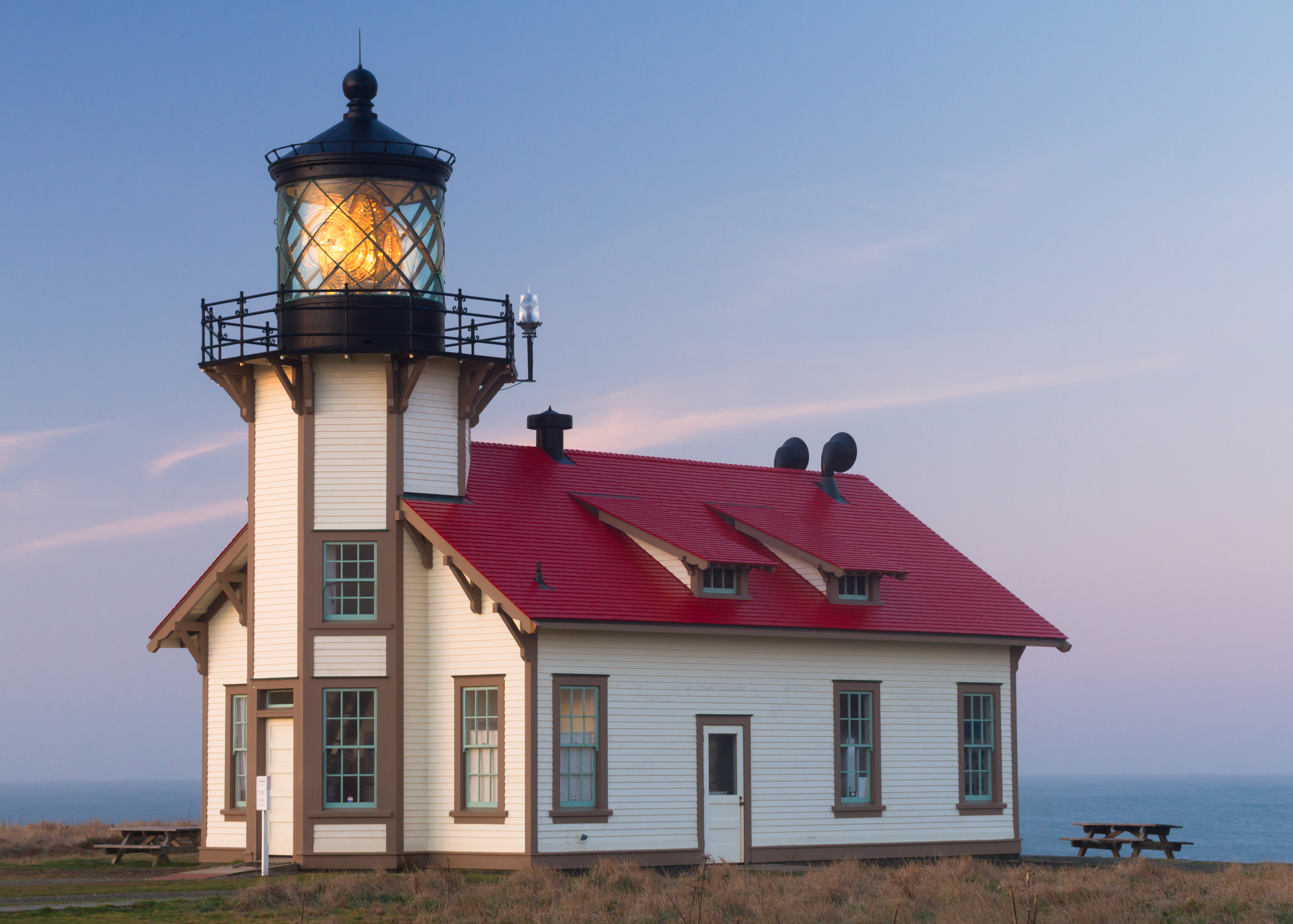
Point Cabrillo Light, ein in seiner Architektur typischer Leuchtturm der kalifornischen Pazifikküste

Leuchttürme in Kalifornien spielten seit der Zunahme des Schiffsverkehrs im Zuge des kalifornischen Goldrausches eine zentrale Rolle in der Navigation entlang der Pazifikküste Kaliforniens sowie in der Bucht von San Francisco. Aufgrund des in diesem Bereich der amerikanischen Westküste häufig auftretenden Nebels wurde die Mehrzahl der Leuchttürme in Kalifornien zusätzlich mit Nebelhörnern ausgestattet.
Für den Betrieb der Leuchttürme waren ab 1851 das Lighthouse Board und ihre zivile Nachfolgeinstitution, der 1910 gegründete United States Lighthouse Service, zuständig. Im Jahr 1939 ging der Betrieb aller Leuchttürme in den Vereinigten Staaten in die Hände der United States Coast Guard über, die alle Anlagen aus Kostengründen automatisierte; als letzter Leuchtturm ging 1981 Point Bonita Light in den unbemannten Betrieb über.
Durch den Einsatz moderner Satellitennavigation und Radar in der Schifffahrt fungieren die meisten Leuchttürme heute lediglich als Sicherungssysteme und sind vor allem bei Touristen für Tagesausflüge – in einigen Fällen auch als Bed and Breakfast – beliebt. Eine Reihe von Leuchttürmen an der kalifornischen Pazifikküste wurde in das National Register of Historic Places aufgenommen und steht damit unter Denkmalschutz.
Eine Sonderstellung innerhalb der Leuchttürme in Kalifornien nehmen die Anlagen Rubicon Point Light und Sugar Pine Point Light ein, die beide als Schifffahrtszeichen am Lake Tahoe in den Bergen der Sierra Nevada dienten.

## Geschichte

### Die Lage zu Beginn des Kalifornischen Goldrausches

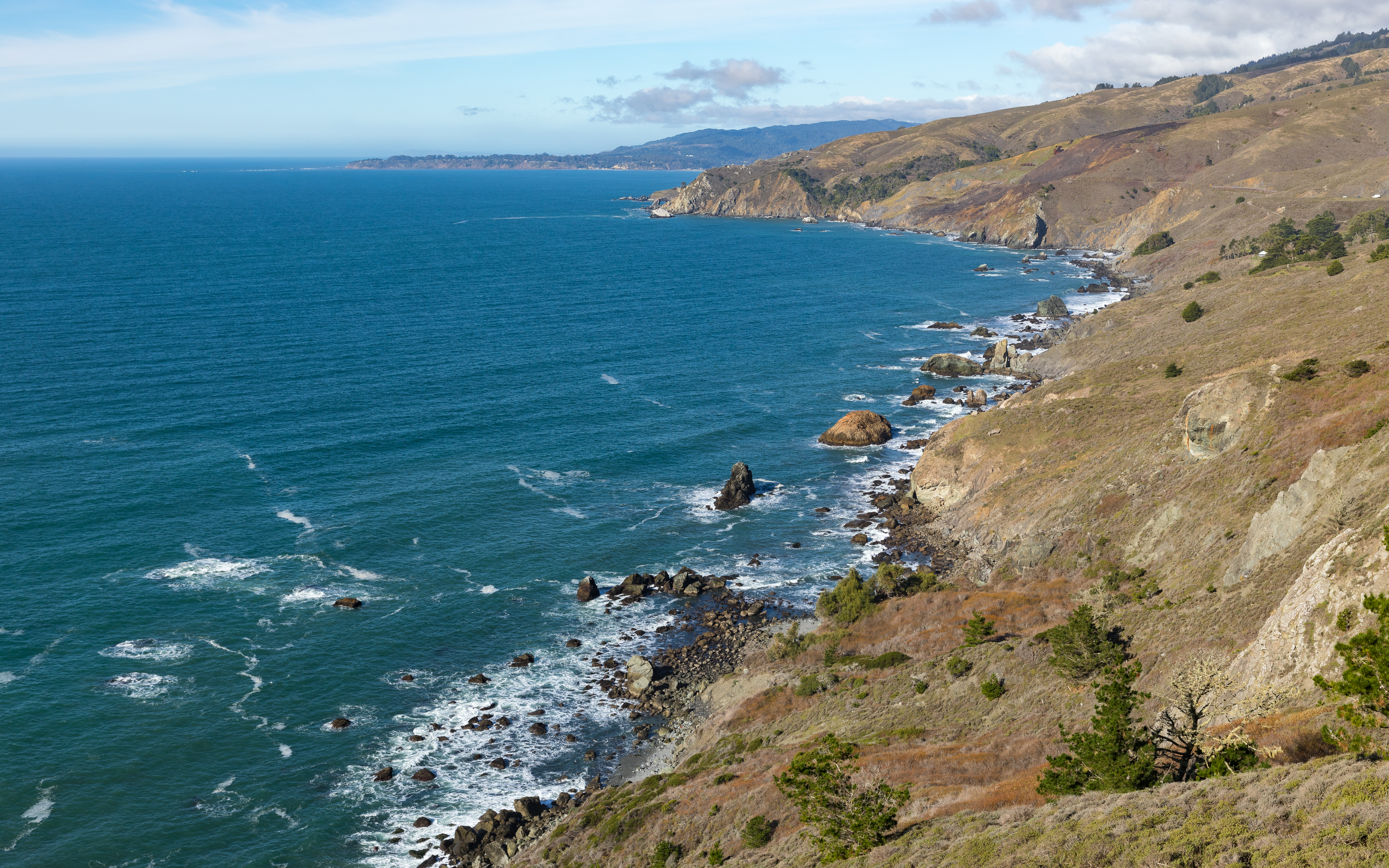
Blick auf die kalifornische Küstenlinie nördlich von San Francisco

Im Jahr 1848 fiel das Gebiet des heutigen US-Bundesstaats Kalifornien durch den Vertrag von Guadalupe Hidalgo an die Vereinigten Staaten. Im selben Jahr begann der kalifornische Goldrausch, in dessen Zuge hunderttausende Menschen nach Westen zogen, um dort ihr Glück zu suchen. Während das ehemalige Alta California als Teil des Vizekönigreichs Neuspanien und später Mexikos ein wirtschaftlich unbedeutendes Territorium war, setzte an der Pazifikküste mit den Goldfunden ein rasanter Anstieg des Schiffsverkehrs ein. Mit seiner felsigen Küstenlinie war Kalifornien für Schiffskapitäne ein weitaus gefährlicheres Seegebiet als etwa die Ostküste der Vereinigten Staaten. Und während mit dem Boston Light der erste Leuchtturm der Ostküste bereits im Jahr 1716 errichtet worden war, gab es an der Küste Kaliforniens keine Leuchttürme, die Kapitänen Orientierung bei der Navigation bieten konnten.
Aus diesem Grunde schickte die amerikanische Regierung bereits 1848 ein Vermessungsteam an die Pazifikküste. Die Mitglieder dieses Teams erstellten Karten und erkundeten mögliche Standorte zur Errichtung von Schifffahrtszeichen. Dabei gerieten sie nicht selten selber in Gefahr, mit ihrem Schiff auf bisher unbekannte Riffe aufzulaufen oder im Nebel an den felsigen Steilhängen zu zerschellen. Im Zuge ihrer Erkundungen trafen die Landvermesser auch mit den an der Küste lebenden Indianern zusammen, um herauszufinden, ob diese möglicherweise zu einer Bedrohung für spätere Bautrupps werden könnten.
Das Vermessungsteam erstellte einen Bericht, in dem es den Bau einer Kette von Leuchttürmen zwischen Kanada und Mexiko empfahl. Dieser Bericht listete eine Reihe von Standorten auf, die für die Sicherung der Schifffahrt von besonderer Bedeutung waren: Häfen, wichtige Flussmündungen, Felsenklippen und Riffe. Aus dieser Liste wählte der Kongress der Vereinigten Staaten insgesamt 16 Plätze aus, an denen schnellstmöglich mit dem Bau von Leuchtturm- und Nebelhornanlagen begonnen werden sollte. Für dieses Bauprojekt stellte der Kongress eine Summe von 148.000 Dollar zur Verfügung – eine enorme Summe für die damalige Zeit, die sich aber schon bald als zu gering bemessen herausstellen sollte.

### Die Gründung desU.S. Lighthouse Boards

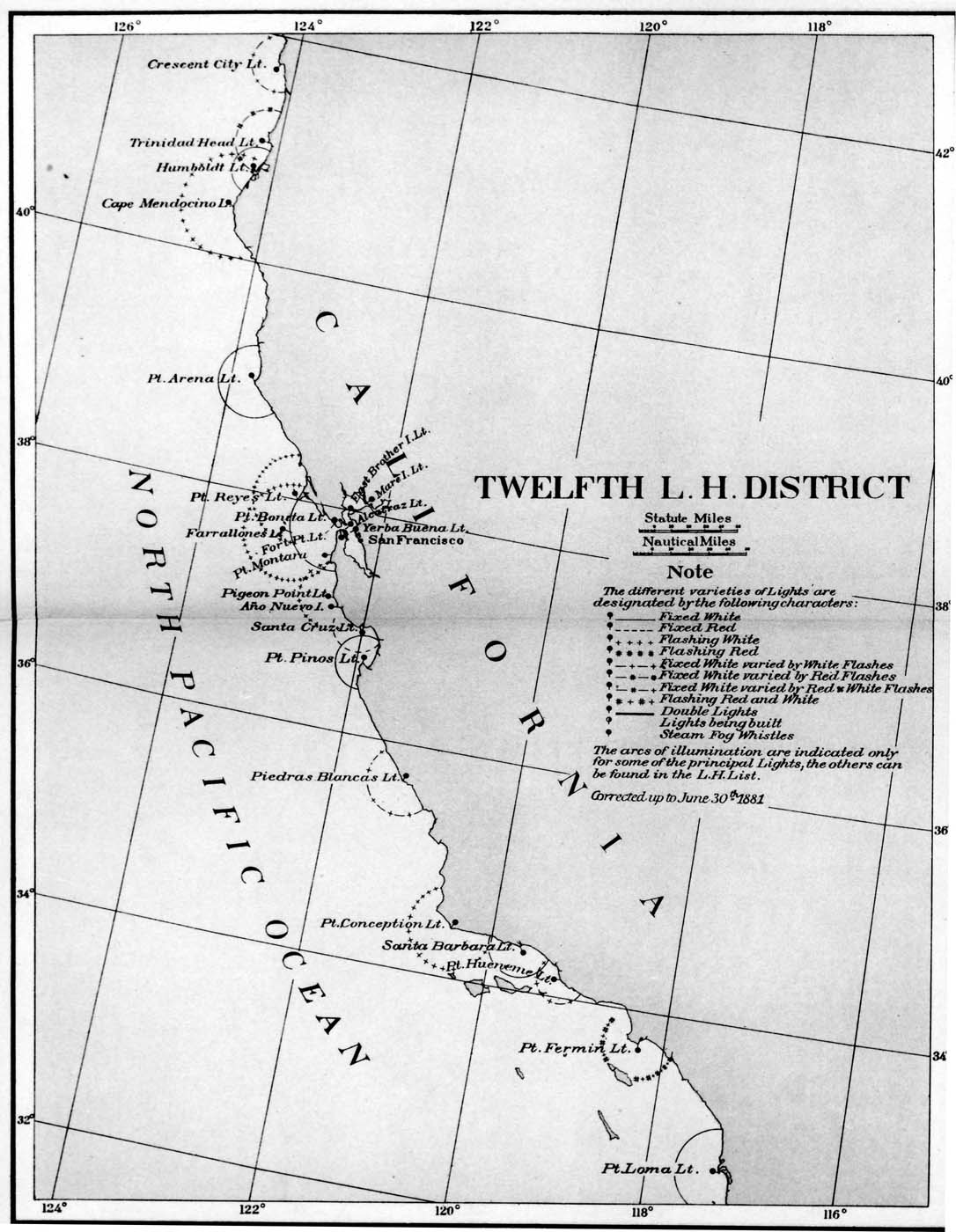
Twelfth L.[ight] H.[ouse] District. Auf der Karte – hier in der Ausgabe von 1881 – sind alle zu jenem Zeitpunkt bestehenden Leuchttürme Kaliforniens verzeichnet

Zum Zeitpunkt der amerikanischen Annexion Kaliforniens war Stephen Pleasonton als Angestellter des Finanzministeriums der Vereinigten Staaten mit der Aufsicht über alle Leuchttürme betraut. Seine Amtsführung wird von Historikern als „geizig“ umschrieben und gilt als eine der Ursachen für Mängel im damaligen Leuchtturmbau und in der verspäteten Bestückung der amerikanischen Leuchttürme mit modernen Optiken. Als Folge der zunehmenden Beschwerden von Kapitänen über den mangelhaften Zustand der Schifffahrtszeichen entließ der Kongress Pleasonton im Jahr 1851 aus seinem Amt und gründete 1852 das neunköpfige United States Lighthouse Board, das mit Ingenieuren, Wissenschaftlern und Marineoffizieren besetzt wurde. Unter dem Vorsitz von Konteradmiral William B. Shubrick hatte das Lighthouse Board die vollständige Verfügungsgewalt über den Betrieb und den Bau von Leuchttürmen und legte noch im Jahr seiner Gründung ein weitreichendes Modernisierungs- und Bauprogramm auf, in dessen Zuge auch der Leuchtturmbau in Kalifornien vorangetrieben wurde.
Als eine seiner ersten Amtshandlungen erließ das Lighthouse Board im Oktober 1852 Regularien für Leuchtturmwärter und teilte die Küsten der Vereinigten Staaten in zwölf Lighthouse Districts auf, wobei der 12. Distrikt Kalifornien zugeordnet war. Mit dem Bau von insgesamt acht Leuchttürmen an der amerikanischen Westküste wurden Francis A. Gibbons und Francis S. Kelly aus Baltimore beauftragt. Sie hatten bereits als Subunternehmer beim Bau von Leuchttürmen an der Ostküste Erfahrungen gesammelt und erhielten für die Errichtung der ersten Leuchttürme in Kalifornien zunächst eine Summe von 90.000 Dollar. Mit diesem Geld kauften Gibbons und Kelly Baumaterialien, stellten Handwerker ein und charterten ein Segelschiff für die Reise an die Westküste. Im August 1852 stach der Schoner Oriole von Baltimore aus in See.

### Der Bau der ersten Leuchttürme

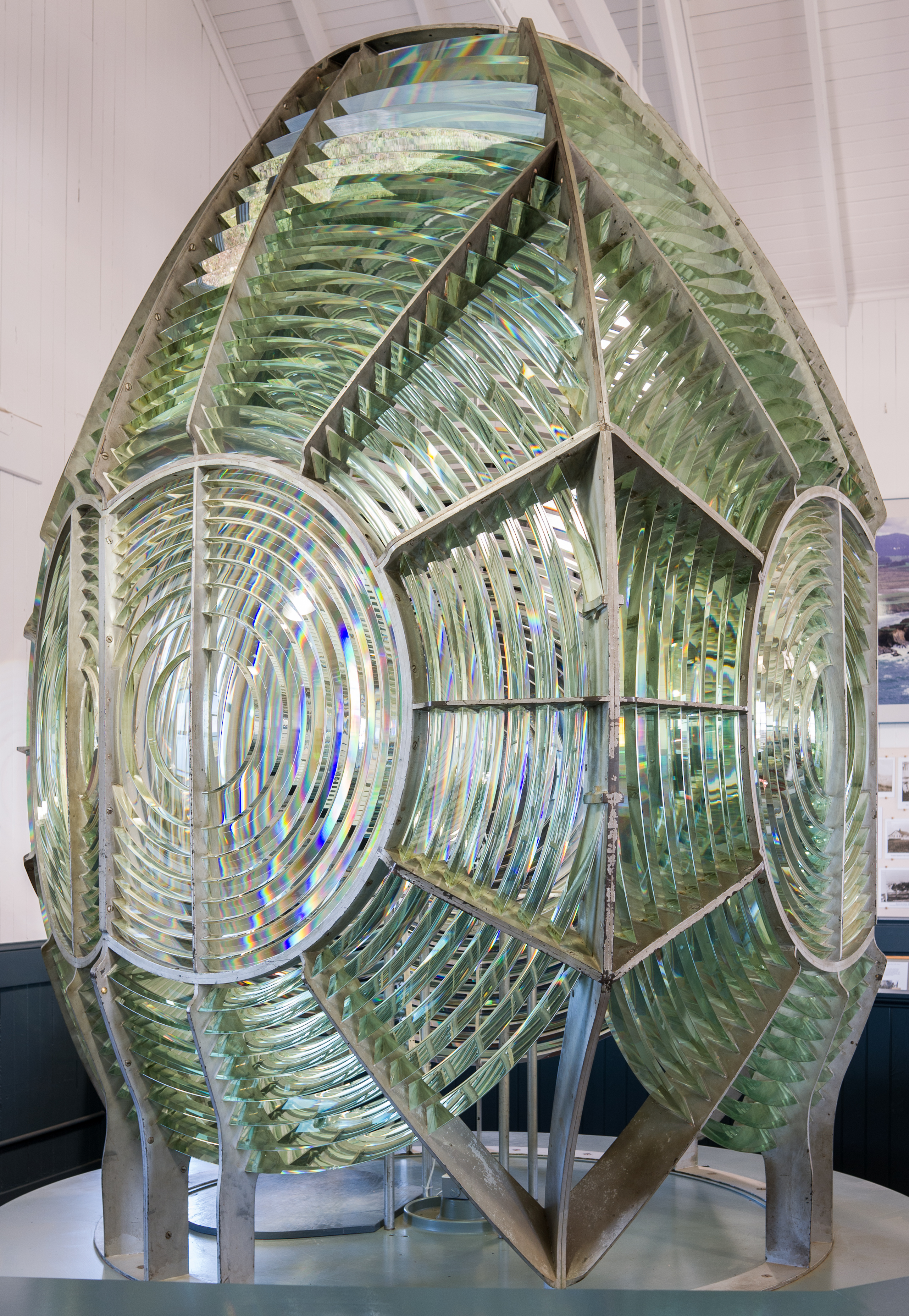
Die in den kalifornischen Leuchttürmen schon von Beginn an zum Einsatz kommenden Fresnel-Linsen waren leistungsstärker als frühere Optiken. Sie hatten jedoch auch einen größeren Umfang, weshalb zwei der ersten acht Türme in Kalifornien wieder eingerissen und neu gebaut werden mussten.

Unverzüglich nach dem Eintreffen der Oriole im Hafen von San Francisco begannen die Arbeiten am Bau von Alcatraz Island Light. Da Gibbons und Kelly planten, mehrere Leuchttürme gleichzeitig fertigzustellen, schickten sie nach der Fertigstellung des Fundaments auf der Insel Alcatraz einen Teil ihrer Baumannschaft nach Fort Point und von dort aus zu weiteren Bauplätzen entlang der Küste. Auf diese Weise konnten die ersten vier Leuchttürme schon zehn Monate nach dem Beginn der Arbeiten auf Alcatraz fertiggestellt werden. Da sich hierbei jedoch herausgestellt hatte, dass die vereinbarte Bausumme zu niedrig kalkuliert war, bewilligte der Kongress weitere 120.000 Dollar für Leuchttürme in Kalifornien und Oregon und schloss bei dieser Summe auch das Gehalt von dreizehn Leuchtturmwärtern und elf Leuchtturmwärterassistenten ein.
Im August 1853 brach die Oriole von San Francisco aus zur Mündung des Columbia River in Oregon auf, wo bei Cape Disappointment der fünfte Leuchtturm der Westküste entstehen sollte. Bei seiner Ankunft lief das Schiff allerdings in Sichtweite des für den Bau des Leuchtturms vorgesehenen Bauplatzes auf einen Felsen und sank. Hierbei gingen Bau- und Ausstattungsmaterialien im Wert von 10.000 Dollar verloren.
Um ihren Vertrag bis 1854 erfüllen zu können, charterten Gibbons und Kelly in kürzester Zeit zwei neue Schiffe und sandten sie mit neuen Materialien versehen von der Ostküste aus um Kap Hoorn nach Kalifornien. Doch als schließlich auch die in Europa gefertigten Fresnel-Linsen eintrafen, standen die beiden Bauunternehmer vor dem nächsten Problem. Die Architekten der Leuchttürme waren bei der Erstellung ihrer Baupläne von einer Verwendung der Optiken des amerikanischen Ingenieurs Winslow Lewis ausgegangen. Als nun die modernen Fresnel-Linsen in den kalifornischen Leuchttürmen installiert werden sollten, stellte sich heraus, dass der Umfang der Türme für die aus Europa gelieferten Optiken zu gering ausgelegt war. Die bis dahin gebauten Leuchttürme mussten entweder erweitert oder – wie im Falle von Point Conception Light und Farallon Island Light Station – eingerissen und neu gebaut werden.
Trotz dieser Schwierigkeiten waren im August 1854 und damit nur rund ein Jahr nach der Havarie der Oriole alle Arbeiten abgeschlossen. Als letzter der ersten acht Leuchttürme an der amerikanischen Westküste wurde Point Loma Light fertiggestellt. Und bereits am 1. Juni 1854 entzündete Leuchtturmwärter Michael Kassin auf Alcatraz die erste Lampe eines Leuchtturms in Kalifornien.

### Die zivile Ära unter demUnited States Lighthouse Service

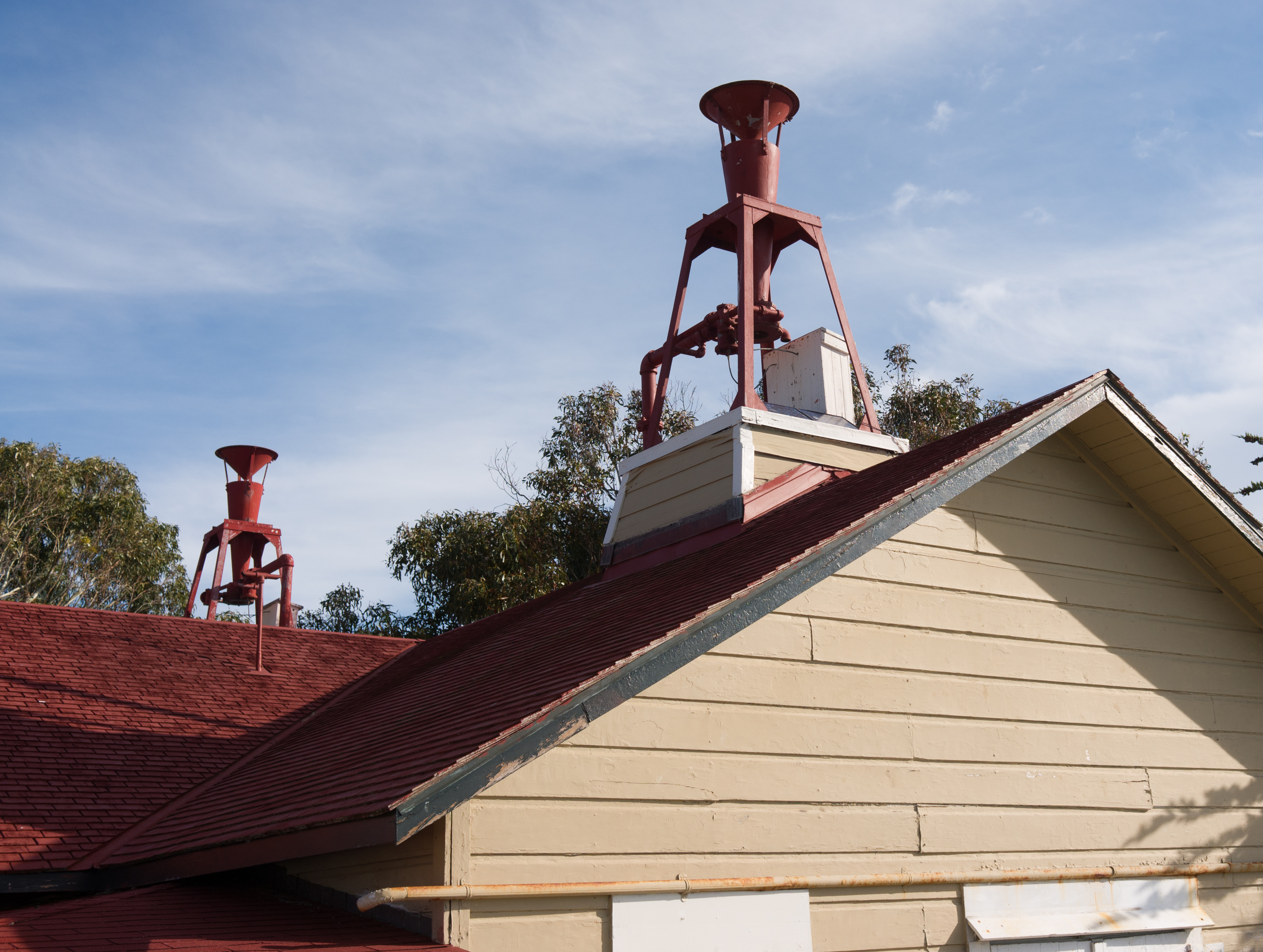
Diaphone auf dem Dach des Nebelhorngebäudes der East Brother Light Station. Neben der Elektrifizierung der Leuchttürme waren die Diaphone eine der technischen Neuerungen, die während der zivilen Ära des United States Lighthouse Service in Kalifornien eingeführt wurden.

Im Jahr 1910 und damit knapp sechzig Jahre nach seiner Gründung wurde das United States Lighthouse Board aufgelöst und die Verwaltung der Leuchttürme und Schifffahrtszeichen dem neu geschaffenen U.S. Bureau of Lighthouses, allgemein bekannt als United States Lighthouse Service, übertragen. Zum Leiter des Lighthouse Service berief Präsident William Howard Taft den früheren Direktor der U.S. Coast Guard auf den Philippinen, George R. Putnam. Putnam war nicht nur auf Kostenreduzierung bedacht, sondern erwies sich insbesondere gegenüber technischen Neuerungen als sehr aufgeschlossen. Aus diesem Grunde führte er im Rahmen seiner über 25 Jahre dauernden Amtszeit eine Reihe von Änderungen ein, die auch das Leuchtturmwesen in Kalifornien nachhaltig beeinflussten.
Im Jahr 1912 führte Putnam mit dem Lighthouse Service Bulletin einen Rundbrief ein, der die Leuchtturmwärter über die neuesten technischen Errungenschaften mit Bezug auf Leuchttürme informierte. Gleichzeitig enthielt das Bulletin Briefe und Berichte von Leuchtturmwärtern und ihren Familien und zielte mit Schilderungen von besonders aufopferungsbereiten Angestellten auf eine Förderung der Moral unter den Leuchtturmwärtern ab.
Im Jahr 1915 führte Putnam mit den in Kanada erfundenen Diaphonen druckluftbetriebene Nebelhörner ein. Eine der Anlagen in Kalifornien, die mit solchen Diaphonen ausgerüstet wurden, war die East Brother Light Station (Bild). Sie ist bis heute die einzige Anlage in Kalifornien, deren Diaphone noch einsatzbereit sind. Für Touristen werden die Nebelhörner mit ihrem charakteristischen „Grunzen“ zu Demonstrationszwecken einmal täglich in Betrieb gesetzt.
In den 1920er und 30er Jahren wurde mit der Elektrifizierung der Leuchttürme ein großer Schritt hin zu deren Automatisierung getan. Über Zeitschalter wurden die elektrischen Glühlampen in der für den jeweiligen Leuchtturm charakteristischen Frequenz an- und ausgeschaltet. Gleichzeitig entfiel durch die Elektrifizierung die aufwendige Reinigung der Optiken, die zuvor einen wichtigen Teil der Arbeit der Leuchtturmwärter ausgemacht hatte.

### Der Zweite Weltkrieg und der Beginn der Verwaltung durch dieU.S. Coast Guard
Am 1. Juli 1939 unterstellte Franklin D. Roosevelt die Leuchttürme in den Vereinigten Staaten der United States Coast Guard. Als Grund für diese Maßnahme gab Roosevelt die Verbesserung der Effizienz und der Wirtschaftlichkeit an, verschiedentlich wird jedoch vermutet, dass Roosevelt am Vorabend des Zweiten Weltkrieges auch aus strategischen Gründen eine Verwaltung der Leuchttürme durch eine militärische Institution bevorzugte. Am Abend nach dem japanischen Angriff auf Pearl Harbor vom 7. Dezember 1941 wurden die Leuchttürme an beiden amerikanischen Küsten dann abgedunkelt oder gänzlich abgeschaltet. Als im Jahr 1942 zweimal deutsche Saboteure an den Stränden der amerikanischen Ostküste aufgegriffen wurden, verstärkte sich die Furcht, die Japaner könnten an der Westküste ebenfalls Sabotageeinheiten anlanden. Aus diesem Grund blieben kalifornische Leuchttürme wie Point Bonita Light und Point Loma Light, die sich in unmittelbarer Nähe von Geschützstellungen befanden, während des Krieges dauerhaft außer Betrieb. Gleichzeitig patrouillierten insgesamt 24.000 Männer der Coast Guard Beach Patrol mit 2.000 Hunden die Strände der Vereinigten Staaten. In Kalifornien – wie auch in anderen Staaten der Pazifikküste – waren Teile dieser Mannschaften für die Zeit ihres Dienstes in den Leuchtturmanlagen untergebracht.

### Automatisierung, teilweiser Verfall, Restaurierung und heutige Nutzung

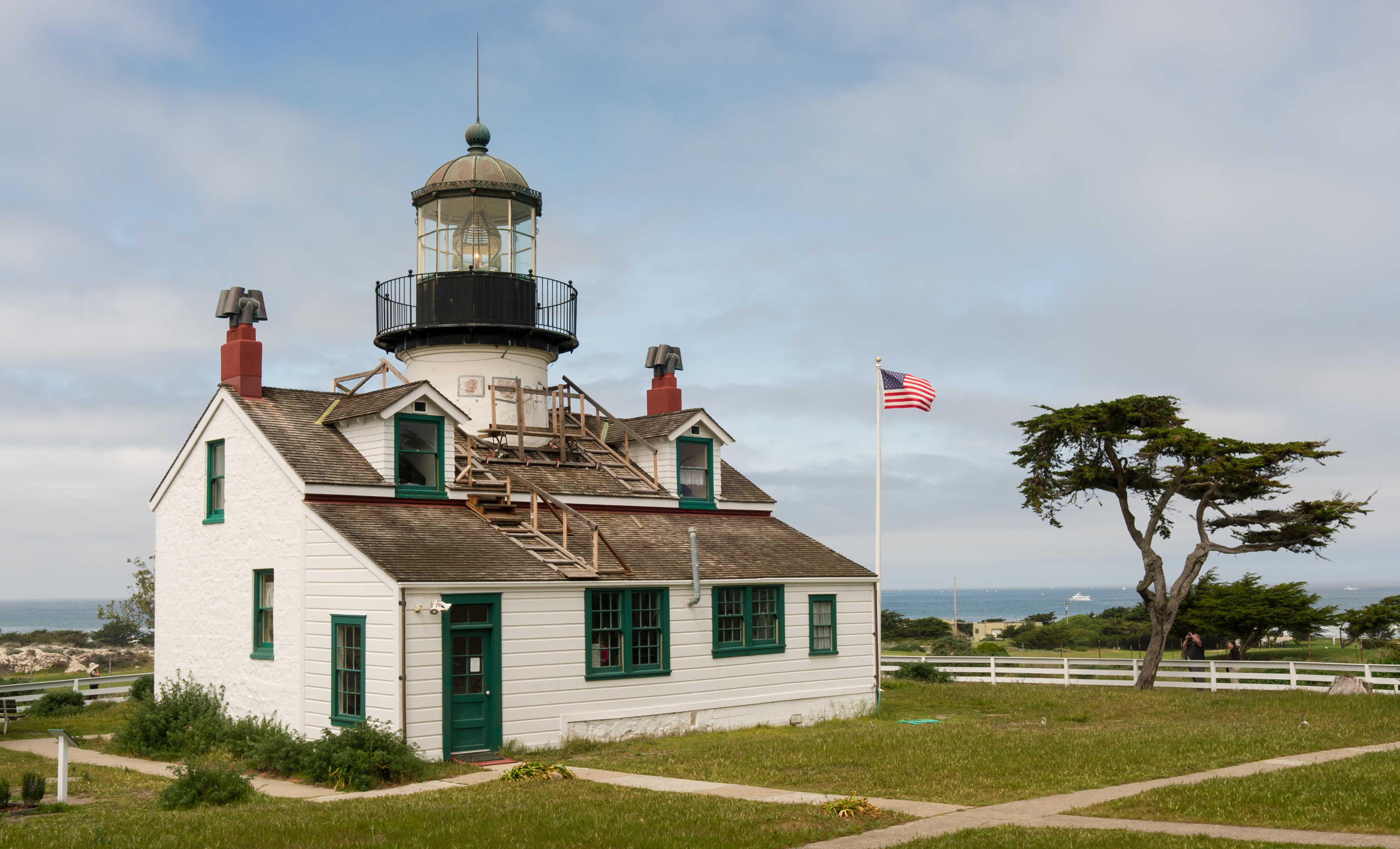
Restaurierungsarbeiten an Point Pinos Light, dem ältesten noch in Betrieb befindlichen Leuchtturm Kaliforniens, im Jahr 2013

Schon während des Zweiten Weltkrieges hatte die United States Coast Guard die Automatisierung der Leuchttürme vermehrt vorangetrieben. An der kalifornischen Küste war Long Beach Harbor Light 1947 der erste Leuchtturm, der auf den Automatikbetrieb umgestellt wurde. Im Jahr 1968 startete die Coast Guard dann ihr Lighthouse Automation and Modernization Program (LAMP), in dessen Zuge auch die restlichen kalifornischen Leuchttürme in den unbemannten Betrieb umgerüstet wurden. Der Automatisierungsprozess zog sich über Jahrzehnte hin und mit Point Bonita Light ging 1981 schließlich der letzte Leuchtturm an der Pazifikküste in den Automatikbetrieb über. Heute steuern Sensoren die Leuchtsignale und setzen bei Bedarf die Nebelhörner in Betrieb.
Mit der Überführung in den Automatikbetrieb setzte auch ein zunehmender Verfall der Gebäude und Anlagen ein. Durch den Wegfall der von den Leuchtturmwärtern regelmäßig durchgeführten Reparatur- und Pflegemaßnahmen waren die Gebäude dem Wetter und stellenweise auch dem Vandalismus ausgesetzt. In Kalifornien litten nach der Automatisierung insbesondere die aus Holz gebauten Leuchtturmanlagen, wie etwa Point Fermin Light, East Brother Light Station, oder Point Pinos Light unter zunehmendem Verfall. Im Zuge von Freiwilligeninitiativen und teilweise finanziell unterstützt vom California Department of Parks and Recreation wurden gegen Ende des 20. und zu Beginn des 21. Jahrhunderts die meisten der von der endgültigen Zerstörung verschonten Anlagen jedoch restauriert. Heute sind die kalifornischen Leuchttürme ein beliebtes Ziel für Touristen. Und einige der Anlagen – wie etwa Point Montara Light oder East Brother Light Station – stehen als Jugendherbergen oder Bed and Breakfasts auch für Übernachtungsgäste zur Verfügung. Wieder andere, wie etwa Point Arena Light, Point Pinos Light, Battery Point Light, Point Cabrillo Light, oder Old Point Loma Light dienen heute als Museen.

## Leben und Arbeit der Leuchtturmwärter

### Der Arbeitsalltag

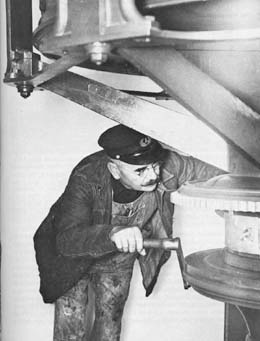
Leuchtturmwärter beim Aufziehen des uhrwerkartigen Mechanismus, der für die Drehung der Fresnel-Linse sorgte (um 1890)

Der Dienst eines Leuchtturmwärters bedeutete Arbeit sowohl in der Nacht als auch am Tag. Während der Nacht stellten die Leuchtturmwärter sicher, dass das Leuchtfeuer niemals erlosch, und in den Tagesstunden hatten sie die Pflege der gesamten Anlage sicherzustellen. In Leuchtturmanlagen mit angeschlossenem Nebelhorn kam im 19. und frühen 20. Jahrhundert zudem die kräfteraubende Befeuerung der Dampfmaschine mit Kohlen hinzu.
Üblicherweise waren Leuchtturmanlagen in Kalifornien mit zumindest zwei Wärtern besetzt, einem Hauptleuchtturmwärter (engl. head keeper) und einem Hilfsleuchtturmwärter (engl. assistant keeper). Deren Arbeitstag war in den gedruckten Instructions to Light-Keepers festgelegt und bestand nachts aus zwei Schichten. Der Hilfsleuchtturmwärter übernahm zumeist die erste Schicht, die von Sonnenuntergang bis etwa Mitternacht dauerte. Zuerst musste die Fresnel-Linse gesäubert und die Lampe mit Öl gefüllt werden. Dabei wurde auch der Docht (engl. wick) gekürzt oder gegen einen neuen ersetzt (mit Bezug auf diese Tätigkeit bezeichneten die Leuchtturmwärter sich häufig scherzhaft selbst als ‚wickies‘). Dann wurde der uhrwerkartige Mechanismus aufgezogen, der die Linse auf ihrer horizontalen Achse bewegte. Dies bedeutete bei einigen Anlagen in Kalifornien ein zwanzigminütiges kraftintensives Drehen der Kurbel (Bild). War der Leuchtturm auf diese Weise für die Nacht präpariert, zündete der Wärter die Lampe an und zog sich für den Rest seiner Schicht in den watchroom zurück, der üblicherweise direkt unter dem Laternenraum liegt. Um Mitternacht trat dann der Hauptleuchtturmwärter seine Schicht an. Diese endete am Morgen damit, dass die Kupfer- und Messingteile der Optik poliert wurden und die Anlage von Staub befreit wurde. Bei ihren Reinigungsarbeiten trugen die Leuchtturmwärter spezielle Leinenschürzen, um auf diese Weise ein Verkratzen der wertvollen Glasprismen der Linse zu verhindern. Sobald die Putz- und Polierarbeiten abgeschlossen waren, zog der Leuchtturmwärter einen Vorhang zu, der die Optik während des Tages vor Sonnenstrahlen schützte.
Die meisten Leuchtturmanlagen bestanden aus einem Turm, einem oder mehreren Wohngebäuden, einem Schuppen für die Lagerung von Brennstoffen und manchmal auch einem speziellen Gebäude für das Nebelhorn. In einigen Fällen – wie etwa bei East Brother Light Station – kamen auch noch Einrichtungen zum Auffangen und zur Lagerung von Regenwasser hinzu. Diese Gebäude und Einrichtungen wurden während des Tages gepflegt und instand gesetzt.

### Die Einsamkeit

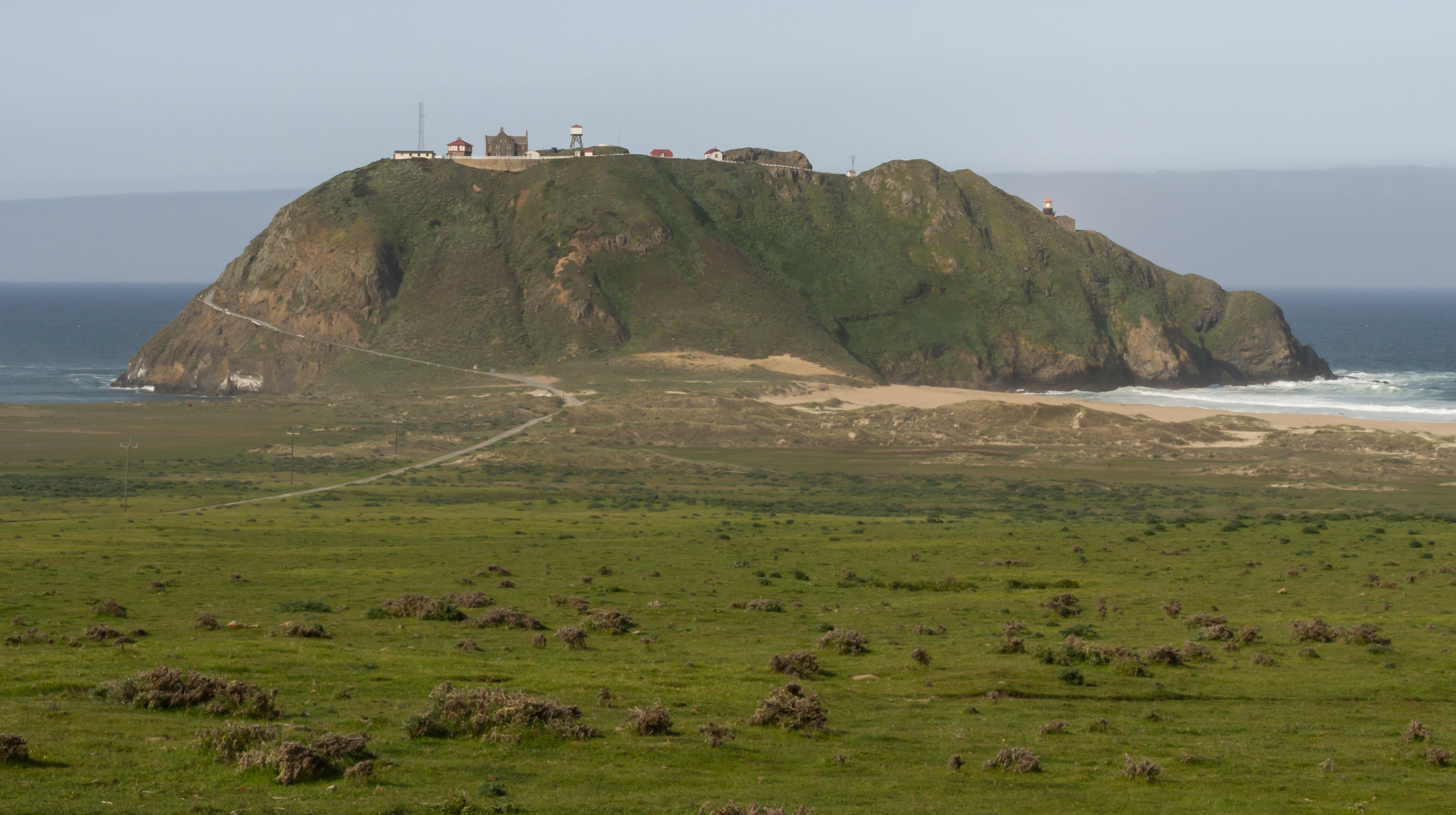
Lage von Point Sur Light Station auf einem hohen Felsen an der Pazifikküste. Bei Herbst- oder Winterstürmen waren die heute dem Felsen vorgelagerten Wiesen überschwemmt und der Leuchtturm von der Außenwelt abgeschnitten.

Das Leben und Arbeiten auf einer Leuchtturmanlage war in großem Maße von Einsamkeit und Monotonie geprägt. Die meisten Leuchttürme in Kalifornien lagen an abgelegenen Küstenabschnitten und einige von ihnen – wie etwa Farallon Island Light Station oder St. George Reef Light – waren nur per Boot erreichbar. Wegen seiner isolierten Lage und in Anspielung auf das Gefängnis von Alcatraz war der Leuchtturm von Punta Gorda gar als „Alcatraz der Leuchttürme“ bekannt.
In vielen Fällen stellten Versorgungsschiffe und die routinemäßigen Besuche der lighthouse inspectors die einzige Verbindung zur Außenwelt dar. Und selbst bei Leuchttürmen, die in der Nähe oder direkt auf dem Festland lagen, konnten sich schon einfache Tätigkeiten, wie etwa die Versorgung des Leuchtturms mit Post, zeit- und kraftraubend gestalten. So musste etwa der Leuchtturmwärter von Point Sur Light Station den hoch aufragenden Felsen hinunterlaufen und dann noch den langen Weg zur Landstraße (heute California State Route 1) zurücklegen, um Briefe abzuholen, die der Postbote dort hinterlegt hatte. Bei starken Herbst- oder Winterstürmen konnte Point Sur Light Station für Tage von der Außenwelt abgeschnitten sein und Lieferungen bis zum Abklingen des Sturms liegen bleiben – wie in dem Fall, als der Leuchtturmwärter von Point Sur einen Truthahn für Thanksgiving bestellt hatte und ihn erst Tage nach dem Fest verdorben vorfand.
Das ständige Leben in Isolation führte unter anderem auch zu Spannungen zwischen den Leuchtturmwärtern. So etwa in dem Fall von Point Reyes Light, wo John C. Ryan im Jahr 1888 die Verantwortung über die Anlage übernahm. Ryan fand den Leuchtturm verwahrlost vor und begann die Arbeit nach einem strengen Arbeitsplan zu organisieren. Dies führte zu einer Auseinandersetzung mit seinem Hilfsleuchtturmwärter, in deren Folge Ryan schließlich aus dem Dienst entlassen wurde. Ein anderer Leuchtturmwärter von Point Reyes Light litt unter Alkoholismus und wurde verdächtigt, sogar den Alkohol, der für die Reinigung der Optik vorgesehen war, getrunken zu haben. Der Alkoholkonsum einiger Leuchtturmwärter stellte ein so großes Problem dar, dass die General Instructions to all Light-Keepers schon in ihrem sechsten von insgesamt 310 Artikeln festlegten, dass Leuchtturmwärter, die während ihrer Arbeitszeit betrunken angetroffen würden, zu suspendieren seien.
Um das Leben in Einsamkeit zu erleichtern und die Versorgung mit Lebensmitteln zu verbessern, ermunterte das Lighthouse Board die Leuchtturmwärter und deren Familien zur Anlage von Gemüsegärten. Darüber hinaus richtete das Lighthouse Board im Jahr 1876 einen Bücherservice ein, über den die Leuchtturmwärter mit Lesestoff versorgt wurden. Mit Büchern und Zeitschriften bestückte Sammlungen wurden von Leuchtturm zu Leuchtturm geschickt, um so Abwechslung beim Lesen zu schaffen. Im Jahr 1912 waren in den gesamten Vereinigten Staaten insgesamt 351 dieser Sammlungen im Umlauf.

### Die Gefahren
Leuchtturmwärter in Kalifornien und ihre Familien waren nicht nur der Einsamkeit, sondern auch Gefahren ausgesetzt. Schon allein die An- und Abreise zu einigen Leuchttürmen erforderte einiges an Wagemut. Der Leuchtturm der Farallon-Inseln vor der Küste San Franciscos war einer der gefährlicheren Arbeitsplätze. Wer die Anlage erreichen wollte, musste mit einem Boot bis an die Klippen der Vulkaninsel fahren und wurde dann über einen Ladebaum auf die Insel gehievt. Anschließend zog ein Maulesel Proviant und Passagiere in einem speziellen Waggon über Schienen den Berg hinauf zum Leuchtturm.
Im Falle von Schiffshavarien waren Leuchtturmwärter zudem angehalten, sich an der Rettung von in Seenot geratenen Seeleute zu beteiligen. Dabei setzten sie nicht selten ihr eigenes Leben aufs Spiel. Als etwa am Tag nach Weihnachten 1896 ein Segelboot in rauer See vor Point Bonita Light kenterte, ließ Leuchtturmwärter George D. Cobb bei schwerem Wind und Seegang sein Boot über einen Ladebaum zu Wasser und ruderte zu den Schiffbrüchigen. Zwei der Schiffbrüchigen konnte er direkt vom Schiff bergen, während er den Dritten, der inzwischen gegen die felsigen Klippen geschleudert worden war, aus der stürmischen See ziehen musste. Alle drei Passagiere des Bootes konnten gerettet werden und Cobb erhielt anschließend eine Seenotrettungsmedaille.

### Frauen als Leuchtturmwärter

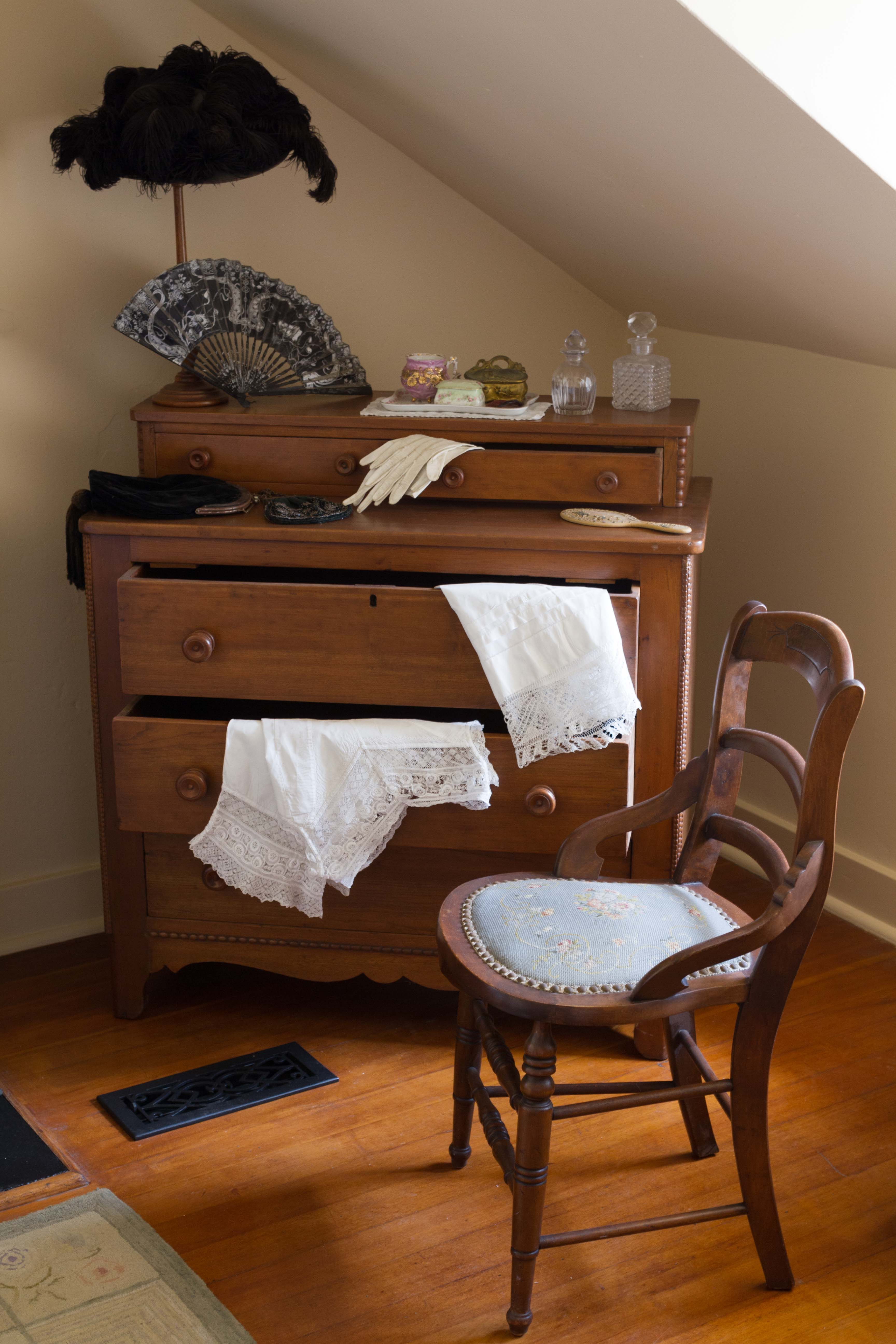
Blick in das Schlafzimmer des Leuchtturmwärters von Point Pinos Light mit Einrichtungsgegenständen und Kleidungsstücken aus dem Besitz von Emily Fish

Obwohl der Beruf des Leuchtturmwärters traditionell eine Männerdomäne war, sind für die kalifornischen Leuchttürme eine Reihe von Frauen bekannt, die diesen Dienst versahen.
Charlotte Layton war die erste Frau, die vom Lighthouse Board offiziell als Leuchtturmwärterin angestellt wurde. Sie kam mit ihrem Mann Charles im Jahr 1855 nach Pacific Grove an der Bucht von Monterey, wo dieser zum ersten Leuchtturmwärter von Point Pinos Light bestellt worden war. Nachdem ihr Ehemann bereits wenige Monate nach seinem Dienstantritt bei der Verfolgung eines Mörders erschossen worden war, wurde sie zu seiner Nachfolgerin im Amt des Leuchtturmwärters von Point Pinos Light bestellt. Layton erhielt für ihren Dienst ein Jahresgehalt von 1000 Dollar und damit auch mehr als George Harris, der als Hilfsleuchtturmwärter von Point Pinos Light Layton unterstellt war und 800 Dollar verdiente. Dass Layton überhaupt als Leuchtturmwärterin angestellt wurde, ist vermutlich darauf zurückzuführen, dass Männer in jenen Jahren des kalifornischen Goldrausches die Goldsuche einer anderen Arbeit vorzogen und sich für Frauen deshalb neue Möglichkeiten der Anstellung eröffneten. Im Jahr 1860 heirateten Charlotte Layton und George Harris. Obwohl es zu jener Zeit möglich war, dass ein Mann einer Frau unterstellt war, tauschten beide nach der Hochzeit ihre Rollen und George versah fortan das Amt des head keepers.
Eine der Nachfolgerinnen von Charlotte Layton war Emily Fish, die ihren Dienst ebenfalls im Leuchtturm von Point Pinos bei Monterey versah. Fish trat ihr Amt im Jahr 1893 und damit rund 30 Jahre nach Layton an. Sie gilt als die „berühmteste Leuchtturmwärterin Kaliforniens“ und ging 1914, nach mehr als zwanzigjährigem Dienst, in den Ruhestand. In der Literatur wird Fish auch als „socialite keeper“ bezeichnet (einer nur schwer ins Deutsche übersetzbaren Mischung aus „Dame der Gesellschaft“ und „Leuchtturmwärter“). Dies geht darauf zurück, dass Fish zusammen mit ihrem chinesischen Diener Que zahlreiche Gäste bewirtete und den Leuchtturm von Point Pinos – untypisch für Gebäude jener Art – mit wertvollen Möbelstücken, feinem Porzellan, Silber und ledergebundenen Büchern ausstattete (Bild).
Neben Charlotte Layton und Emily Fish sind noch weitere Frauen als Leuchtturmwärterinnen in Kalifornien belegt, darunter Juliet Nichols, die Stieftochter Emilys (Angel Island Light), sowie Thelma Austin (Point Fermin Light).

## Liste der Leuchttürme
Anmerkung: Zur Ordnung von Fresnel-Linsen siehe den Artikel Fresnel-Linse.
| Name (Lage)               | Inbetriebnahme                                              | Ursprüngliche Optik               | Automati- sierung | Status                                                  | Heutige Kennung                                                  | Bild | Besonderheiten |
| ------------------------- | ----------------------------------------------------------- | --------------------------------- | ----------------- | ------------------------------------------------------- | ---------------------------------------------------------------- | ---- | --- |
| Old Point Loma (Lage)     | 1855                                                        | Fresnel-Linse 3ter Ordnung        |                   | 1891 außer Dienst gestellt                              |                                                                  |      | Der Leuchtturm wurde 1974 in das National Register of Historic Places aufgenommen und dient heute als Museum. |
| New Point Loma (Lage)     | 1891                                                        | Fresnel-Linse 3ter Ordnung        | 1973              | Aktiv                                                   | Weißer Blitz alle 15 Sekunden                                    |      | |
| Ballast Point (Lage)      | 1890                                                        | Fresnel-Linse 5ter Ordnung        |                   | 1960 außer Dienst gestellt                              |                                                                  |      | Der Leuchtturm wurde 1960 außer Dienst gestellt und abgerissen. |
| Long Beach (Lage)         | 1949                                                        |                                   |                   | Aktiv                                                   | Weißer Blitz alle 5 Sekunden                                     |      | Wegen seines futuristischen Aussehens wird der Leuchtturm im Volksmund auch „Robot Light“ genannt. |
| Los Angeles Harbor (Lage) | 1913                                                        | Fresnel-Linse 4ter Ordnung        | 1971              | Aktiv                                                   | Grüner Blitz alle 15 Sekunden                                    |      | |
| Point Fermin (Lage)       | 1874                                                        | Fresnel-Linse 4ter Ordnung        |                   | 1942 außer Dienst gestellt                              |                                                                  |      | Nach seiner Restaurierung dient der Leuchtturm heute als Museum. |
| Point Vicente (Lage)      | 1926                                                        | Fresnel-Linse 3ter Ordnung        | 1973              | Aktiv                                                   | Zwei weiße Blitze alle 20 Sekunden                               |      | Der Leuchtturm wurde 1979 in das National Register of Historic Places aufgenommen. |
| Point Hueneme (Lage)      | 1941 (heutiger Turm)                                        | Fresnel-Linse 4ter Ordnung        | 1972              | Aktiv                                                   | Weißer Blitz                                                     |      | Der ursprüngliche, im Jahr 1874 errichtete Leuchtturm wurde 1941 durch ein Gebäude im Art-déco-Stil ersetzt. |
| Anacapa Island (Lage)     | 1932 (heutiger Turm)                                        | Fresnel-Linse 3ter Ordnung        | 1968              | Aktiv                                                   | Zwei weiße Blitze alle 60 Sekunden, unterbrochen von 15 Sekunden |      | Der ursprüngliche, im Jahr 1912 errichtete Leuchtturm wurde 1932 durch den neuen Turm ersetzt. Dieser Turm wurde 1991 in das National Register of Historic Places aufgenommen. |
| Santa Barbara (Lage)      | 1935 (heutiger Turm)                                        | Fresnel-Linse 4ter Ordnung        |                   | Aktiv                                                   |                                                                  |      | Der ursprüngliche, im Jahr 1856 errichtete Leuchtturm (Bild) wurde im Jahr 1925 bei einem Erdbeben zerstört. |
| Point Conception (Lage)   | 1882 (heutiger Turm)                                        | Fresnel-Linse 1ter Ordnung        | 1973              | Aktiv                                                   | Weißer Blitz alle 30 Sekunden                                    |      | Weniger als ein Jahr nach seinem Bau wurde der Leuchtturm im Fort-Tejon-Erdbeben von 1857 schwer beschädigt. Deshalb wurde er später an anderer Stelle neu errichtet. |
| Point Arguello (Lage)     | 1901                                                        | Fresnel-Linse 4ter Ordnung        |                   |                                                         |                                                                  |      | Im Jahr 1911 wurde das ursprüngliche Leuchtturmgebäude aufgrund von Erosion durch eine Stahlkonstruktion (Bild) ersetzt. Diese wiederum wurde später durch ein modernes Nebelhorn mit angeschlossener Funkbake ersetzt. |
| Point San Luis (Lage)     | 1890                                                        | Fresnel-Linse 4ter Ordnung        | 1969              | Aktiv                                                   | Abwechselnd rote und weiße Blitze alle 30 Sekunden               |      | Einziges erhaltenes Leuchtturmgebäude an der amerikanischen Westküste im Prairie-Viktorianischen Stil. |
| Piedras Blancas (Lage)    | 1875                                                        | Fresnel-Linse 1ter Ordnung        | 1975              | Aktiv                                                   | Weiße Blitze alle 10 Sekunden                                    |      | Der Leuchtturm wurde 1991 in das National Register of Historic Places aufgenommen. |
| Point Sur (Lage)          | 1889                                                        | Fresnel-Linse 1ter Ordnung        | 1972              | Aktiv                                                   | Weißer Blitz alle 15 Sekunden                                    |      | Der Leuchtturm wurde 1991 in das National Register of Historic Places aufgenommen. |
| Point Pinos Light (Lage)  | 1855                                                        | Fresnel-Linse 3ter Ordnung        | 1975              | Aktiv                                                   |                                                                  |      | Der älteste dauerhaft in Betrieb befindliche Leuchtturm an der Westküste der Vereinigten Staaten. Die Optik ist ebenfalls im Originalzustand erhalten. Heute liegt der Leuchtturm inmitten eines Golfplatzes. |
| Santa Cruz (Lage)         | 1869                                                        | Fresnel-Linse 5ter Ordnung        |                   | 1941 außer Dienst gestellt                              |                                                                  |      | Im Leuchtturmgebäude ist heute das Santa Cruz Surfing Museum untergebracht. |
| Pigeon Point (Lage)       | 1872                                                        | Fresnel-Linse 1ter Ordnung        | 1974              | Aktiv                                                   | Weißes Blinken alle 10 Sekunden                                  |      | Seit Mitte der 1960er Jahre werden die zum Leuchtturm gehörenden Gebäude als Jugendherberge genutzt. Die Fresnel-Linse wurde im Jahr 2011 in Vorbereitung von Renovierungsarbeiten abgebaut und steht heute im ehemaligen Nebelhorngebäude. Eine komplette Restaurierung des Leuchtturms befindet sich in Planung.                                                                                             |
| Point Montara (Lage)      | 1928 (heutiger Turm)                                        | Fresnel-Linse 4ter Ordnung        | 1970              | Aktiv                                                   | Weißes Blinken alle 5 Sekunden                                   |      | Die erste Ausführung von Point Montara Light wurde 1875 fertiggestellt. Diese wurde 1928 durch Mayo Beach Light ersetzt, das von der Ost- an die Westküste transportiert und dort wieder aufgebaut wurde. Der Leuchtturm wurde 1991 in das National Register of Historic Places aufgenommen und war 2001 einer der Drehorte für den Film Banditen!. Heute wird Point Montara Light als Jugendherberge genutzt. |
| Farallon Island (Lage)    | 1855                                                        | Fresnel-Linse 1ter Ordnung        | 1979              | Aktiv                                                   | Blinkend, weiß alle 15 Sekunden                                  |      | |
| Mile Rocks (Lage)         | 1906                                                        |                                   | 1966              | Aktiv                                                   |                                                                  |      | Mile Rocks besteht aus einer Stahl- und Zementkonstruktion, die auf einem Felsen vor der Golden Gate verankert wurde. Der ursprüngliche Turm wurde 1966 im Zuge der Automatisierung entfernt. |
| Fort Point (Lage)         | 1855                                                        | Fresnel-Linse 4ter Ordnung        |                   | 1934 außer Dienst gestellt                              |                                                                  |      | Seit deren Fertigstellung im Jahr 1937 liegt der Leuchtturm direkt unter der Golden Gate Bridge (Bild). |
| Lime Point (Lage)         | 1883 als Nebelhornanlage, 1900 um ein Leuchtfeuer erweitert | 300-Millimeter-Linse              | 1961              | Aktiv                                                   |                                                                  |      | Der Überfall auf zwei Angestellte der U.S. Coast Guard im Jahr 1959 war vermutlich der weltweit einzige Raubüberfall auf eine Leuchtturmanlage. Bei dem Nebelhorngebäude handelt es sich um das letzte in seinem ursprünglichen Zustand befindliche Gebäude seiner Art in Kalifornien. |
| Alcatraz Island (Lage)    | 1854                                                        | Fresnel-Linse 3ter Ordnung        | 1963              | Aktiv                                                   | Weißer Blitz alle 5 Sekunden                                     |      | Ältester Leuchtturm an der Westküste der Vereinigten Staaten; die erste Ausführung des Leuchtturms wurde im San-Francisco-Erdbeben von 1906 schwer beschädigt und anschließend ersetzt. Seit dem Jahr 2000 ist der Leuchtturm als Museum für Besucher geöffnet. |
| Yerba Buena Island (Lage) | 1875                                                        | Fresnel-Linse 5ter Ordnung        | 1958              | Aktiv                                                   |                                                                  |      | Das ehemalige Haus des Leuchtturmwärters wird heute vom District Commander der Küstenwache bewohnt. Aus diesem Grund ist der Leuchtturm der Öffentlichkeit nicht zugänglich. |
| East Brother (Lage)       | 1874                                                        | Fresnel-Linse 4ter Ordnung        | 1969              | Aktiv                                                   |                                                                  |      | Das im viktorianischen Stil gebaute Leuchtturmgebäude wurde 1971 ins National Register of Historic Places aufgenommen. Die Anlage wird heute als Bed and Breakfast genutzt. |
| Point Diablo (Lage)       | 1923                                                        |                                   |                   |                                                         |                                                                  |      | Point Diablo liegt in Form einer kleinen Hütte mitten in der Steilküste des Pazifiks. Es ist lediglich über eine Treppe vom Wasser aus erreichbar und wurde zeitweise über Lime Point Light Station gesteuert. |
| Point Bonita (Lage)       | 1855, 1877 am heutigen Standpunkt                           | Fresnel-Linse 2ter Ordnung (1877) | 1981              | Aktiv                                                   |                                                                  |      | Point Bonita war der letzte Leuchtturm in Kalifornien, der in den Automatikbetrieb überführt wurde. Die auf einem Felsplateau liegende Anlage ist heute über eine Brücke erreichbar, die in ihrer Gestalt der Golden Gate Bridge nachempfunden ist. |
| Point Reyes (Lage)        | 1870                                                        | Fresnel-Linse 1ter Ordnung        | 1975              | Aktiv                                                   |                                                                  |      | Der Standort von Point Reyes Lighthouse ist der windigste Ort der nordamerikanischen Pazifikküste und hat die zweithöchste Auftretenswahrscheinlichkeit für Nebel in Nordamerika. Der Leuchtturm wurde 1991 in das National Register of Historic Places aufgenommen und war einer der Drehorte für den Film The Fog – Nebel des Grauens.                                                                       |
| Point Arena (Lage)        | 1870, 1908 (heutige Ausführung)                             | Fresnel-Linse 1ter Ordnung        | 1977              | Aktiv                                                   |                                                                  |      | Das ursprüngliche Gebäude wurde im San-Francisco-Erdbeben von 1906 zerstört. Zwei Jahre später wurde der Leuchtturm wieder aufgebaut. |
| Point Cabrillo (Lage)     | 1909                                                        | Fresnel-Linse 3ter Ordnung        | 1963              | Aktiv                                                   | Weiß alle 10 Sekunden                                            |      | Erster Leuchtturmwärter war der aus Bayern stammende Wilhelm Baumgartner. Im Jahr 1991 wurde der Leuchtturm in das National Register of Historic Places aufgenommen. |
| Punta Gorda (Lage)        | 1912                                                        | Fresnel-Linse 4ter Ordnung        |                   | 1951 außer Dienst gestellt                              |                                                                  |      | Wegen seiner abgelegenen Lage war Punta Gorda auch als „Alcatraz der Leuchttürme“ bekannt. Im Jahr 1976 wurde der Leuchtturm in das National Register of Historic Places aufgenommen. |
| Cape Mendocino (Lage)     | 1868                                                        | Fresnel-Linse 1ter Ordnung        | 1951              | 1970 außer Dienst gestellt                              |                                                                  |      | |
| Humboldt Harbor (Lage)    | 1856                                                        | Fresnel-Linse 4ter Ordnung        |                   | 1892 außer Dienst gestellt                              |                                                                  |      | Ersetzt durch Table Bluff Light; in den 1930er Jahren abgerissen. |
| Table Bluff (Lage)        | 1892                                                        | Fresnel-Linse 4ter Ordnung        | 1953              | 1961 außer Dienst gestellt                              |                                                                  |      | Im Jahr 1987 wurde der Turm in zwei Teile geschnitten und nach Woodley Island Marina in Eureka versetzt. |
| Trinidad Head (Lage)      | 1871                                                        | Fresnel-Linse 4ter Ordnung        | 1974              |                                                         |                                                                  |      | Im Jahr 1991 wurde der Leuchtturm in das National Register of Historic Places aufgenommen. |
| Battery Point (Lage)      | 1856                                                        | Fresnel-Linse 4ter Ordnung        | 1953              | Aktiv (1965–1982 außer Dienst gestellt)                 | Weißer Blitz alle 30 Sekunden                                    |      | Bei Ebbe ist der auf einer Insel gelegene Leuchtturm über eine Landbrücke erreichbar. Er beherbergt heute ein Museum. |
| St. George Reef (Lage)    | 1892                                                        | Fresnel-Linse 1ter Ordnung        |                   | Aktiv (1975–2012 außer Dienst gestellt)                 |                                                                  |      | Der auf einem Felsen errichtete fünfstöckige Leuchtturm liegt sechs Seemeilen vor Point St. George. Im Jahr 1993 wurde der Leuchtturm in das National Register of Historic Places aufgenommen. |
| Rubicon Point (Lage)      | 1916                                                        |                                   |                   | In den 1920er oder 1930er Jahren außer Dienst gestellt. |                                                                  |      | Der einzige erhaltene Leuchtturm am Lake Tahoe. |
| Sugar Point               | Nach 1921                                                   |                                   |                   | 1935 außer Dienst gestellt                              |                                                                  |      | Einer von ursprünglich zwei am Lake Tahoe erbauten Leuchttürmen. Der Leuchtturm wurde nach 1935 abgerissen. |